# Canal de Roubaix

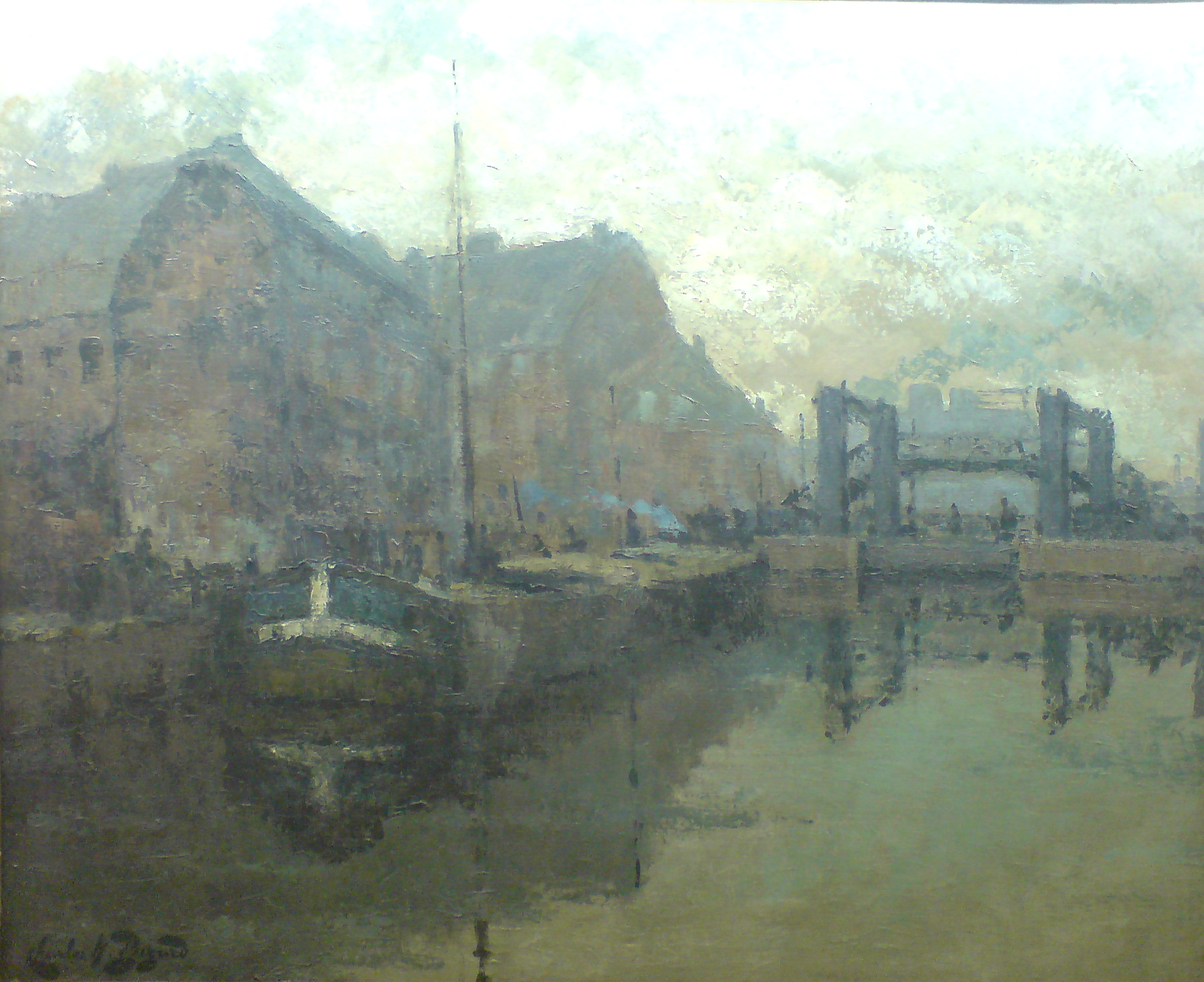
Gemälde des Canal de Roubaix (dargestellt der Quai de Lorient und die Hubbrücke Pont Nikès) von Charles-Henri Bizard

Der Canal de Roubaix ist ein Schifffahrtskanal in Frankreich, der im Département Nord in der Region Hauts-de-France verläuft und nach der Großstadt Roubaix benannt ist, durch die er führt. Er hat eine Länge von 12,4 km und verbindet den begradigten Fluss Marque mit der Schelde (frz. Escaut). Er führt diesen Namen jedoch nur bis zur belgischen Grenze, auf belgischer Seite wird die weiterführende Verbindung zur Schelde Canal de l'Espierres genannt.
Auf der Marque führt der Kanal weiter bis zur Deûle, die den Weg nach Lille (Süden) bzw. in die Leie (Norden) eröffnet. Somit ist der Canal de Roubaix Teil der für die Region früher bedeutenden Deûle-Schelde-Verbindung.

## Kanalführung

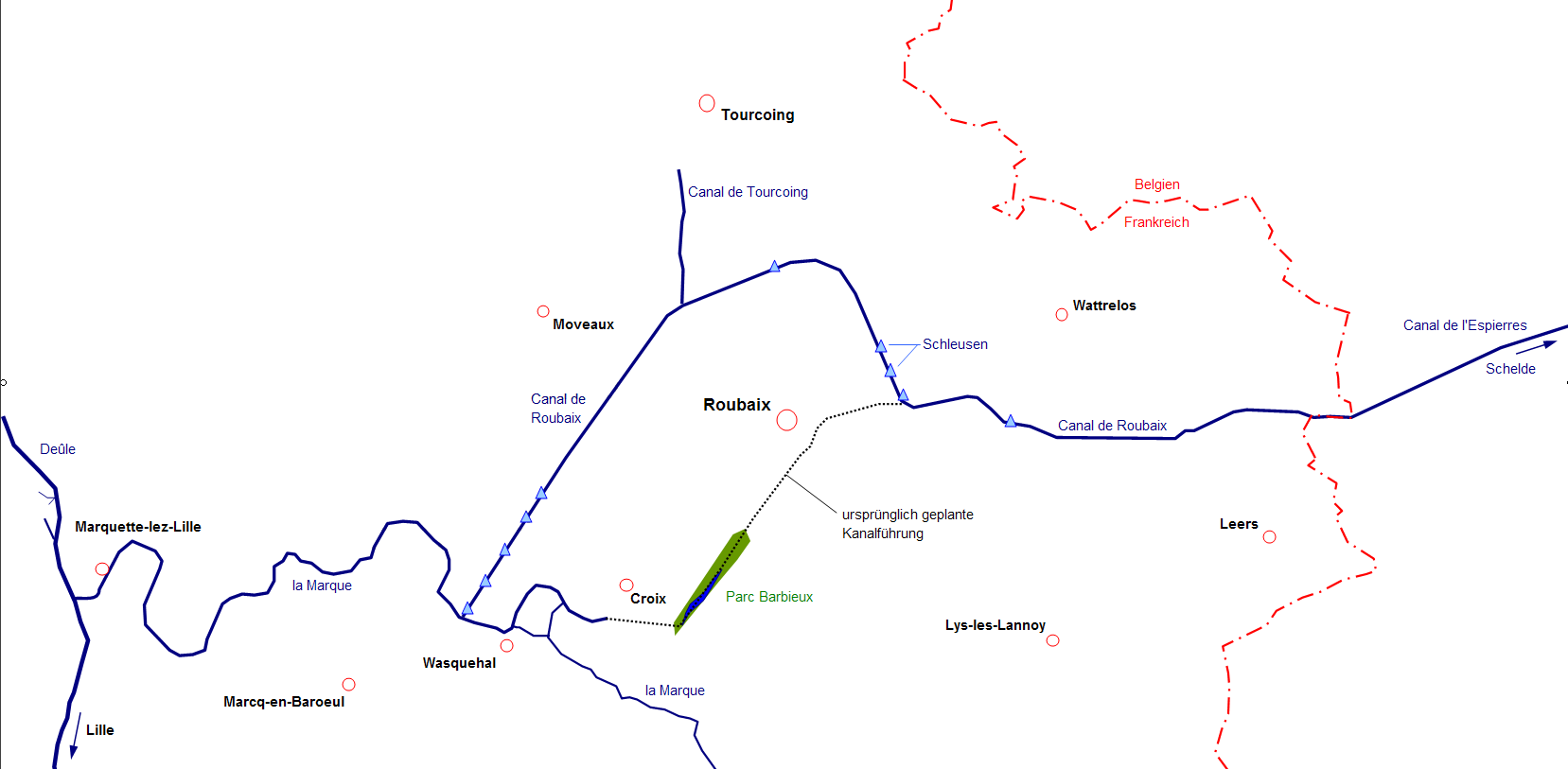
Verlauf des Canal de Roubaix

Der Kanal beginnt bei der rechtwinkligen Abzweigung von der Marque, westlich der Stadt Wasquehal und führt in gerader Linie vorbei an Croix (rechtes Ufer) und Mouvaux (linkes Ufer) an den Westrand der Stadt Roubaix. Im Nordwesten der Stadt zweigt der Stichkanal Canal de Tourcoing nach Norden ab. Der Canal de Roubaix führt anschließend in einem weiten Bogen zwischen Roubaix und Tourcoing um die Großstadt herum und biegt im Osten der Stadt zwischen Roubaix und Wattrelos in östliche Richtung ab. Von dort aus führt er in relativ gerader Linie auf die belgische Grenze zu und trifft diese nördlich der Stadt Leers.

### Koordinaten
- Ausgangspunkt des Kanals: 50° 40′ 20″ N, 3° 7′ 22″ OKoordinaten: 50° 40′ 20″ N, 3° 7′ 22″ O
- Endpunkt des Kanals: 50° 41′ 28″ N, 3° 15′ 16″ O

## Geschichte

### Planung und Bau des Kanals
Der Ursprung des Kanals liegt bereits im 17. Jahrhundert, als der Baumeister Vauban den Bau eines Kanals im Norden Frankreichs vorsah, der an dieser Stelle Roubaix mit Croix verbinden sollte. Die Pläne werden jedoch nicht in die Tat umgesetzt.
1821 wird vom Präfekten des Département Nord eine Studie zum Bau eines Kanals durch Roubaix in Auftrag gegeben. Der Kanal soll den Städten Roubaix, Wattrelos und Leers einen Zugang an eine umfangreichere Verkehrsanbindung eröffnen und vor allem der Region mit ständigen Versorgungsschwierigkeiten Wasser in ausreichendem Maße zuführen. Drei Jahre später sieht ein Herr Cordier den Bau eines Kanals von nur 2,5 Meter Breite vor. Das Projekt sieht die Begradigung der Marque bis Croix und Hem vor sowie den Bau eines Kanals südlich um Roubaix herum. Auf Wunsch der Projektbeauftragten wird der geplante Bau breiter gestaltet und der Verlauf angepasst. Außerdem sollte der Kanal auf einem kurzen Stück an der Anhöhe von Barbieux durch einen Tunnel führen, um die Städte Croix und Roubaix verbinden zu können.
Der Bau beginnt zuerst auf belgischer Seite im Jahr 1825 und führt von Tournai nördlich an Leers vorbei bis nach Roubaix, das er 1843 erreicht. Dieser Abschnitt wird als der „alte Kanal“ (frz. ancien canal) bezeichnet. Auf der anderen Seite wurde bereits die Marque begradigt und bis Wesquhal schiffbar gemacht.
1861 wird per Dekret beschlossen, dass die Verbindung der beiden bereits fertiggestellten Teilstücke nicht durch einen Tunnel, sondern offen zwischen Roubaix und Tourcoing hergestellt werden soll. Die Idee eines Tunnels wird endgültig aufgegeben. Allerdings erfordert diese neue Kanalführung die Überwindung des „Berges“ von Roubaix (frz. montagne de Roubaix), der einem Höhenunterschied von einigen zehn Metern entspricht. Das neue Projekt sah daher den Bau von zwei Bootstreppen vor, die jeweils einen Höhenunterschied von fünf Schleusen überwinden sollten und sich eine Pumpstation an der Deûle teilten.
1876 wurde der Bau abgeschlossen und im Januar 1877 der letzte Abschnitt des Kanals für den Verkehr freigegeben – das erste Boot kommt in Roubaix an. 1881 wurde das aufgegebene Kanalbett aus dem ersten Projektentwurf, dass noch eine Tunnelführung vorsah, für den Bau einer Prachtstraße, dem Boulevard Gambetta genutzt. Die bereits begonnenen Schächte für die Untertunnelung der Anhöhe wurden ab 1878 für den Bau des Parc Barbieux genutzt. Teile des Schachtes sind auf der Seite von Croix noch heute zu erkennen.
Der Bau des Kanalarms, der im Zentrum Tourcoings in einer Sackgasse endet, wird 1882 als gemeinnützig erklärt und 1893 fertiggestellt. Damit war der Bau des Kanals vollständig beendet.

### Weitere Geschichte
1896 wird beschlossen den als ungenügend erachteten Wasserstand des Kanals – der bei Niedrigstand gegen Null tendiert – mit Wasser aus der Deûle zu unterstützen, das in Lille an der Schleuse Saint André abgezweigt wird und über unterirdische Leitungen über eine Entfernung von sieben Kilometer in den Kanal eingespeist wird. Nun nimmt auch das gesellschaftliche Leben den Kanal in Besitz. Neben den Hobbyanglern nutzen vor allem die Ruderer den Kanal. So wird der Ruderclub Cercle de l'Aviron de Roubaix gegründet, dessen Mitglieder auf dem Kanal trainieren und gegen andere Teams in Ruderregatten antreten. Der Erfolg blieb nicht lange aus: Bei den Ruderwettbewerben der Olympischen Spiele im Jahr 1900 kann der Vierer mit Steuermann aus Roubaix die Goldmedaille erringen.
In den beiden Weltkriegen wurden einige Einrichtungen des Kanals stark beschädigt oder zerstört. 1948 kann der Verkehr auf dem Kanal jedoch wieder aufgenommen werden. Es werden zahlreiche Textil- und Chemiefabriken entlang des Kanals errichtet, die die Nutzung desselben wieder beleben. Die Rohstoffe für die Produktion und die Kohle für die Energieversorgung der Unternehmen wird über den Kanal befördert.
1960 wird ein Großbauprojekt für einen Kanal Marquette-Wattrelos in Auftrag gegeben, das jedoch 1975 wieder aufgegeben wird. In den späten 70er und frühen 80er Jahren verringert sich der Verkehr auf dem Kanal aufgrund der Konkurrenz der Lastkraftwagen stark, bis schließlich im Jahre 1986 die Nutzung des Kanals vollständig eingestellt wird. Lediglich die Marque wird bis zur Firma Lesaffre weiter befahren.

### Erneuerung des Kanals

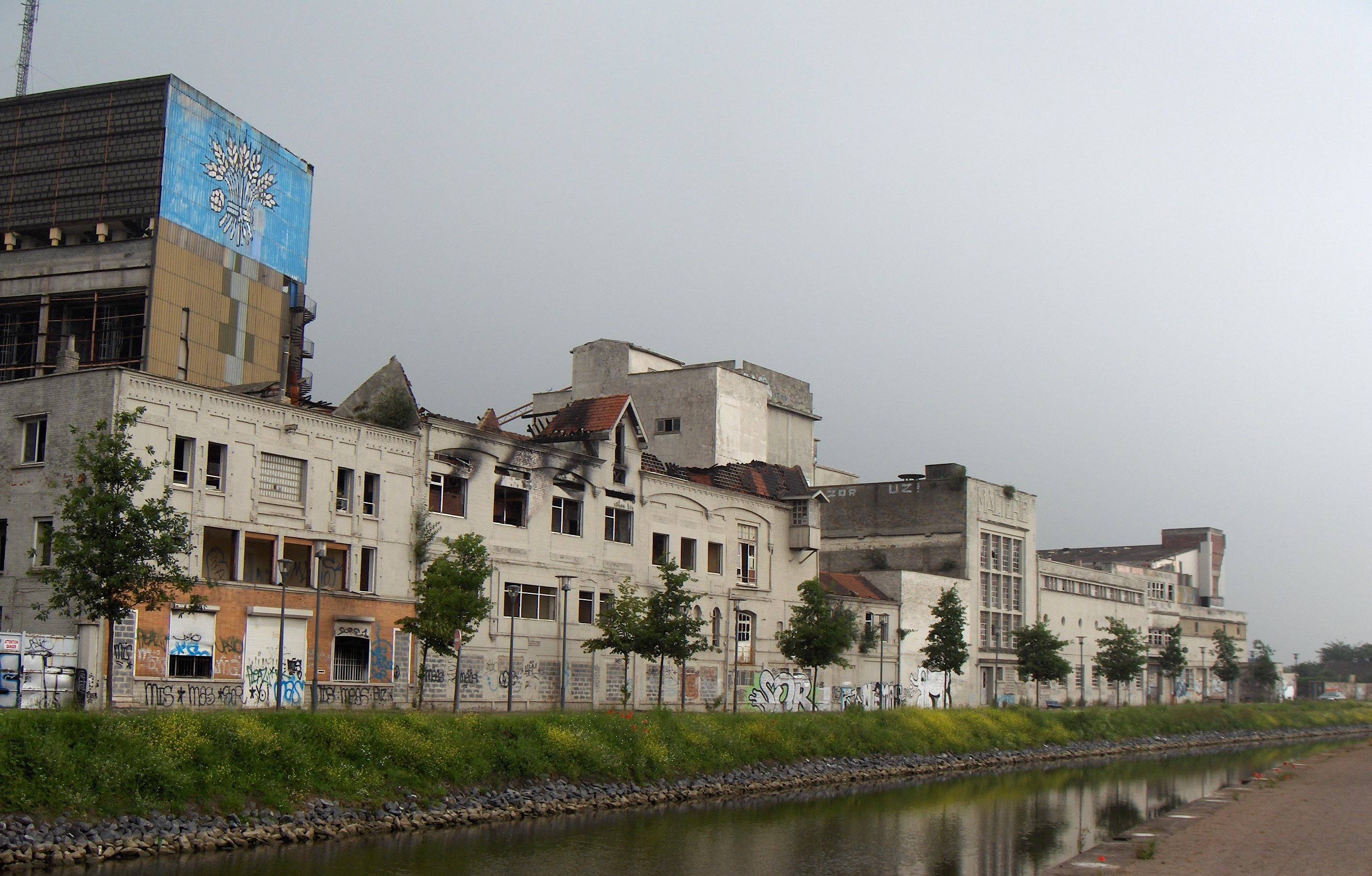
Das europäische Programm „Blue Links“ soll die Ufer des Kanals verschönern und den Kanal wieder für den Verkehr freigeben.

1995 wird das Syndicat Mixte du Canal de Roubaix ins Leben gerufen, das sich den Unterhalt und Verschönerung des Kanalufers zur Aufgabe machten. Vor allem Projekte zur Bepflanzung des Ufers werden durchgeführt. 1997 wird die „Charta zur Gestaltung des Kanals von Roubaix“ (frz. charte d'aménagement du Canal de Roubaix) verfasst.
Zwischen 2002 und 2003 wurde nach diversen französisch-belgischen Verschönerungs- und Wiederaufbaumaßnahmen der Kanal wieder freigegeben. Nach zahlreichen Studien, entscheidet sich die Europäische Union das grenzüberschreitende Projekt zur Schiffbarmachung der Wasserstraßen zwischen Deûle und Schelde finanziell zu unterstützen.
Mit dem Programm „Blue Links“ werden 37 Millionen Euro über drei Jahre bereitgestellt. 2009 wurden die Bauarbeiten auf der französischen Seite abgeschlossen. Am 18. bis 20. September 2009 wurden am Canal de Roubaix die Blue Days gefeiert und der Kanal wurde für die Schifffahrt wieder eröffnet. Am 1. Juni 2011 wurde dann die ganze Strecke zwischen Deûle und Escaut für den Verkehr freigegeben.

## Schleusen
Zehn Schleusen (frz. écluses) müssen von Anfang bis Ende des Kanals überwunden werden.
Diese Schleusen lauten von der Marque bis Leers wie folgt:
- Ecluse du Triest
- Ecluse du Plomeux
- Ecluse du Noir Bonnet
- Ecluse du Cottigny
- Ecluse de la Masure
- Ecluse de l’Union
- Ecluse du Nouveau Monde
- Ecluse du Calvaire
- Ecluse du Galon d’eau
- Ecluse du Sartel

Von der écluse du Triest bis zur écluse de la Masure, auf einem engen Kanalstück zwischen Wasquehal und dem Norden Croix’, wird ein Terrainanstieg überwunden. Die darauffolgende Schleuse écluse de l’Union erreichen die Schiffe nach einem längeren geraden Abschnitt im Nordosten Roubaix’ nach der Abzweigung des Canal de Tourcoing. Daraufhin folgen drei nah hintereinander liegende Schleusen im Osten der Stadt sowie die letzte Schleuse zwischen Roubaix und Leers. Diese letzten fünf Schleusen bringen die Schiffe wieder auf ein niedrigeres Wasserniveau.

## Brücken
Insgesamt führen 32 Fahrbahn- und Fußgängerbrücken über den Kanal. Darunter befinden sich Klappbrücken (z. B. pont levant Daubenton), Hubbrücke (z. B. pont levant de Wattrelos) und Drehbrücken.